# Mylothris rubricosta
Mylothris rubricosta är en fjärilsart som först beskrevs av Paul Mabille 1890.  Mylothris rubricosta ingår i släktet Mylothris och familjen vitfjärilar. Inga underarter finns listade i Catalogue of Life.

## Bildgalleri

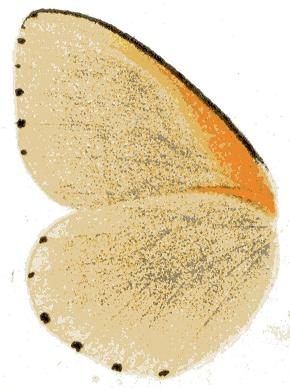
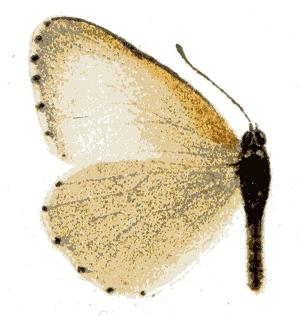
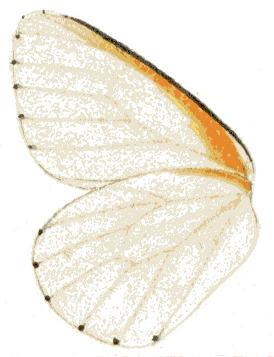
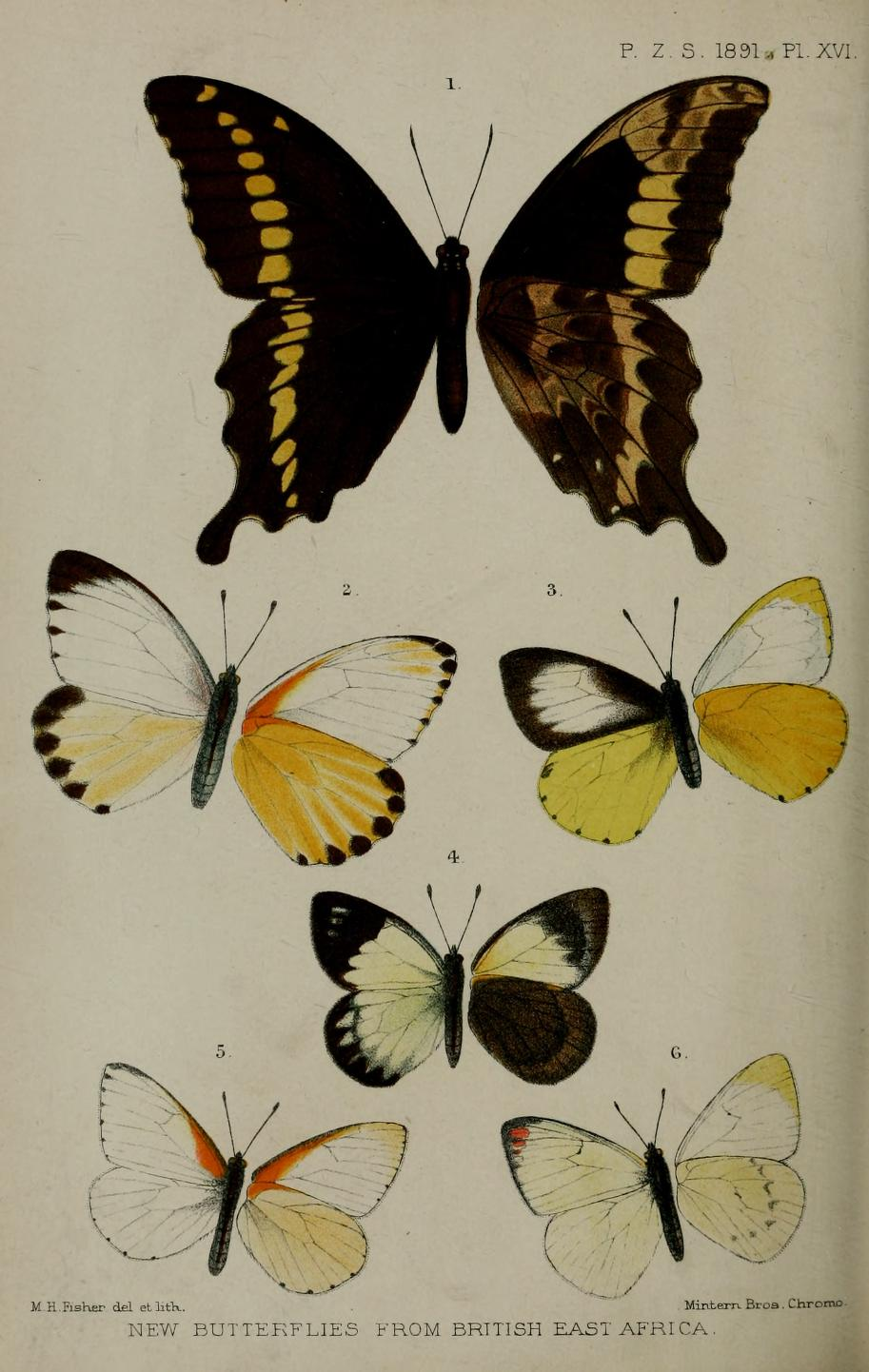